# 海上清水
海上 清水（うなかみ の きよみ、生没年不詳）は、奈良時代の皇族・貴族。名は浄水とも表記する。もと清水王を称したがのち臣籍降下（海上真人姓）。敏達天皇の孫である百済王の後裔。官位は従五位上・豊前守。

## 経歴
孝謙朝の天平勝宝3年（751年）子息の三狩王と共に海上真人の氏姓を与えられて臣籍降下する。海上の呼称は海上国造他田日奉氏出身の乳母に由来すると想定される。
天平宝字8年（764年）10月に藤原仲麻呂の乱における功績により、従五位下に叙爵。その後、時期は不明だが従五位上に昇叙し、天平神護2年（766年）佐味伊予麻呂の後任の豊前守に任じられている。

## 官歴
『続日本紀』による。
- 天平勝宝3年（751年） 正月27日：臣籍降下（海上真人）
- 時期不詳：正六位上
- 天平宝字8年（764年）10月7日：従五位下
- 時期不詳：従五位上
- 天平神護2年（766年）3月26日：豊前守